# Helen Taylor
Helen Marina Lucy Taylor (antes do casamento: Windsor; 28 de abril de 1964) é uma representante britânica da casa de moda italiana Armani e da joalheria Bulgari, também conhecida por ser a filha do príncipe Eduardo, Duque de Kent, um primo-irmão da rainha Elizabeth II. Ela é a 48.ª na linha de sucessão ao trono britânico desde outubro de 2021.
Nascida em Coppins, uma mansão campestre em Iver, Buckinghamshire, Lady Helen é a única filha do Duque de Kent e de sua esposa, Katherine Worsley. Entre 1987 e 1991, trabalhou com o colecionador de arte austríaco Karsten Schubert. Helen confessou em uma entrevista de televisão que se recusou a representar Damien Hirst.
Em 18 de julho de 1992, ela casou-se com Timothy Taylor, um colecionador de arte e filho mais velho do Michael Taylor, um comandante aposentado da Marinha Real Britânica. Eles se casaram na Catedral de St. George no Castelo de Windsor e tiveram quatro filhos:
- Columbus Taylor (nascido em 6 de agosto de 1994)
- Cassius Taylor (nascido em 26 de dezembro de 1996)
- Eloise Taylor (nascida em 2 de março de 2003)
- Estella Taylor (nascida em 21 de dezembro de 2004)